# Torneo Competencia 1956
El Torneo Competencia 1956 fue la decimoséptima edición del Torneo Competencia. Compitieron los doce equipos de Primera División. El campeón fue Peñarol. La forma de disputa fue de un torneo a una rueda todos contra todos.

## Posiciones
| Puesto | Equipo         | Pts. | PJ | PG | PE | PP | GF | GC | Dif. |
| ------ | -------------- | ---- | -- | -- | -- | -- | -- | -- | ---- |
| 1º     | Peñarol        | 17   | 9  | 8  | 1  | 0  | 29 | 7  | 22   |
| 2º     | Nacional       | 13   | 9  | 4  | 5  | 0  | 18 | 4  | 14   |
| 3º     | Defensor       | 12   | 9  | 5  | 2  | 2  | 15 | 12 | 3    |
| 4º     | Wanderers      | 11   | 9  | 4  | 3  | 2  | 12 | 7  | 5    |
| 5º     | Danubio        | 10   | 9  | 4  | 2  | 3  | 12 | 15 | -3   |
| 6º     | Sud América    | 8    | 9  | 4  | 0  | 5  | 15 | 27 | -12  |
| 7º     | Liverpool      | 6    | 9  | 1  | 4  | 4  | 13 | 21 | -8   |
| 8º     | Cerro          | 5    | 9  | 2  | 1  | 6  | 11 | 15 | -4   |
| 9º     | Racing         | 4    | 9  | 1  | 2  | 6  | 9  | 17 | -8   |
| 10º    | Rampla Juniors | 4    | 9  | 0  | 4  | 5  | 5  | 14 | -9   |

## Resultados
| Peñarol        | 1-0 | Racing         |
| Wanderers      | 1-0 | Rampla Juniors |
| Nacional       | 3-0 | Cerro          |
| Defensor       | 2-1 | Danubio        |
| Liverpool      | 3-1 | Sud América    |
| Nacional       | 0-0 | Wanderers      |
| Peñarol        | 3-1 | Rampla Juniors |
| Defensor       | 1-1 | Liverpool      |
| Danubio        | 3-2 | Racing         |
| Sud América    | 2-1 | Cerro          |
| Peñarol        | 3-1 | Defensor       |
| Nacional       | 1-1 | Danubio        |
| Sud América    | 4-2 | Rampla Juniors |
| Racing         | 2-1 | Cerro          |
| Wanderers      | 2-2 | Liverpool      |
| Nacional       | 3-0 | Liverpool      |
| Peñarol        | 8-2 | Sud América    |
| Danubio        | 2-1 | Cerro          |
| Wanderers      | 1-0 | Racing         |
| Defensor       | 1-0 | Rampla Juniors |
| Peñarol        | 4-1 | Danubio        |
| Nacional       | 1-1 | Defensor       |
| Cerro          | 3-0 | Rampla Juniors |
| Wanderers      | 3-0 | Sud América    |
| Liverpool      | 2-2 | Racing         |
| Nacional       | 6-1 | Sud América    |
| Cerro          | 1-1 | Wanderers      |
| Defensor       | 3-1 | Racing         |
| Peñarol        | 5-1 | Liverpool      |
| Rampla Juniors | 0-0 | Danubio        |
| Peñarol        | 2-0 | Cerro          |
| Nacional       | 3-0 | Racing         |
| Wanderers      | 3-0 | Danubio        |
| Liverpool      | 1-1 | Rampla Juniors |
| Sud América    | 3-2 | Defensor       |
| Danubio        | 1-0 | Sud América    |
| Cerro          | 3-1 | Liverpool      |
| Peñarol        | 1-1 | Nacional       |
| Defensor       | 2-1 | Wanderers      |
| Rampla Juniors | 1-1 | Racing         |
| Nacional       | 0-0 | Rampla Juniors |
| Peñarol        | 2-0 | Wanderers      |
| Sud América    | 2-1 | Racing         |
| Defensor       | 2-1 | Cerro          |
| Danubio        | 3-2 | Liverpool      |